# Elektrownia jądrowa Aktau
Elektrownia jądrowa Aktau (Elektrownia jądrowa Szewczenko) – kazachska elektrownia jądrowa w trakcie demontażu. Pierwsza na świecie z reaktorem prędkim i pierwsza stacja odsalania wykorzystująca reaktor jądrowy. Położona niedaleko miasta Aktau nad Morzem Kaspijskim.
Budowa elektrowni rozpoczęła się w 1964. W 1972 reaktor pierwszy raz osiągnął krytyczność, a w 1973 elektrownia dostarczyła po raz pierwszy energię elektryczną do sieci energetycznej. Reaktor stanowił też część instalacji do odsalania wody morskiej (120 000 m³ słodkiej wody/dobę; wówczas 80% słodkiej wody w regionie), ciepłowni, i produkcji plutonu (z czego nigdy nie skorzystano).
Reaktor wyłączono w marcu 1998 na czas planowych przeglądów, remontów, i usprawnień bezpieczeństwa (zarekomendowanych przez IAEA po inspekcji reaktora) oraz na czas wymiany elementów paliwowych. Z uwagi na brak środków finansowych nie udało się wykonać całości prac. Regulator nie wydał więc pozwolenia na wznowienie pracy. Rząd Kazachstanu 22 kwietnia 1999 podjął decyzję o demontażu elektrowni, uzasadniając to brakiem pieniędzy i malejącym zapotrzebowaniem na energię elektryczną w regionie. Pierwotnie reaktor miał działać do 2003.
Zużyte paliwo jądrowe, zawierające 3000 kg plutonu o jakości wojskowej i 10 000 kg wysoko wzbogaconego uranu (poniżej 33%), z pomocą organizacyjną i finansową Stanów Zjednoczonych i Wielkiej Brytanii, przewieziono (w 12 transportach w latach 2006 i 2010) do suchego składowiska we wschodnim Kazachstanie. Operację zabezpieczenia zakończono w 2013. Stany Zjednoczone brały aktywny udział w początkowej fazie demontażu reaktora, w tym przede wszystkim w zmniejszeniu aktywności elementów paliwowych i zabezpieczenia chłodziwa sodowego. 

## Dane techniczne
| Nr bloku                 | Blok 1                                         |
| ------------------------ | ---------------------------------------------- |
| Typ                      | FBR                                            |
| Model                    | BN-350                                         |
| Status                   | W trakcie demontażu                            |
| Właściciel               | Kazatomprom                                    |
| Operator                 | Mangishlak Atomic Energy Complex – Kazatomprom |
| Data rozpoczęcia budowy  | 1 października 1964                            |
| Data osiąg. stanu kryt.  | 1 listopada 1972                               |
| Data włączenia do sieci  | 16 lipca 1973                                  |
| Data trwałego wyłączenia | 22 kwietnia 1999                               |
| Moc elektryczna netto    | 52 MW                                          |
| Moc elektryczna brutto   | 90 MW                                          |
| Moc termiczna            | 1000 MW                                        |

## Awarie
W ciągu pierwszych 6 miesięcy pracy awarii uległo 5 z 6 generatorów pary. Wycieki ciekłego sodu spowodowane były wadami fabrycznymi i wadliwymi spawami orurowania. Naprawy zostały dokonane na miejscu, zakończone w 1975, bez demontażu parowników. Moc cieplną reaktora zmniejszono jednak ostatecznie do 750 MW.
Niestabilności w pracy powodowała też duża liczba usterek elementów paliwowych. Zbyt mała szczelina dylatacyjna między paliwem a koszulką powodowała powstawanie pęcherzy gazowych, których ciśnienie w końcu spowodowało uszkodzenie koszulki. Problem został rozwiązany poprzez zmianę projektu elementów paliwowych. Uszkodzenia elementów paliwowych doprowadziły do kontaminacji chłodziwa cezem-137 (10 000 kiurów). Na etapie demontażu cez wychwycono specjalnymi pułapkami, zaprojektowanymi i dostarczonymi przez Stany Zjednoczone, przez co aktywność chłodziwa spadła z 740 000 Bq/g do 370 Bq/g.